# Calgary-McCall
Circonscription électorale provinciale du Canada
Calgary-McCall est une circonscription électorale provinciale de l'Alberta (Canada), située dans le nord-est de Calgary.

## Liste des députés
| Années | Années         | Député         | Parti politique           |
| ------ | -------------- | -------------- | ------------------------- |
|        | 1971 - 1975    | George Ho Lem  | Créditiste                |
|        | 1975 - 1979    | Andrew Little  | Progressiste-Conservateur |
|        | 1979 - 1982    | Andrew Little  | Progressiste-Conservateur |
|        | 1982 - 1986    | Stan Nelson    | Progressiste-Conservateur |
|        | 1986 - 1989    | Stan Nelson    | Progressiste-Conservateur |
|        | 1989 - 1993    | Stan Nelson    | Progressiste-Conservateur |
|        | 1993 - 1994    | Harry Sohal    | Progressiste-Conservateur |
|        | 1994 - 1995    | Vacance        | Vacance                   |
|        | 1995 - 1997    | Shiraz Shariff | Progressiste-Conservateur |
|        | 1997 - 2001    | Shiraz Shariff | Progressiste-Conservateur |
|        | 2001 - 2004    | Shiraz Shariff | Progressiste-Conservateur |
|        | 2004 - 2008    | Shiraz Shariff | Progressiste-Conservateur |
|        | 2008 - 2012    | Darshan Kang   | Libéral                   |
|        | 2012 - 2015    | Darshan Kang   | Libéral                   |
|        | 2015 - présent | Irfan Sabir    | Néo-démocrate             |